# Август Вильгельм Прусский (1722—1758)
Принц Август Вильгельм Прусский (нем. August Wilhelm Prinz von Preußen; 9 августа 1722, Берлин — 12 июня 1758, Ораниенбург) — одиннадцатый ребёнок в семье короля Пруссии Фридриха Вильгельма I и его супруги Софии Доротеи Ганноверской.

## Биография
В 1744 году Август Вильгельм получил титул принца прусского и стал наследником прусского престола, который занимал его родной брат, бездетный Фридрих II. Этот титул, приравненный к титулу кронпринца, носили также впоследствии его сын Фридрих Вильгельм II, а ещё позже их потомок — первый кайзер объединённой Германии Вильгельм I. Август Вильгельм принимал участие в Силезских войнах в чине генерала, однако после Колинского сражения не оправдал ожиданий брата и впал в немилость.
Август Вильгельм женился 6 января 1742 года на Луизе Амалии Брауншвейг-Вольфенбюттельской. На свадьбу царственный брат подарил Августу Вильгельму дворец Ораниенбург. Брак не был счастливым, и в 1758 году Август Вильгельм просил у короля право на развод с супругой, чтобы заключить морганатический брак с фрейлиной матери, графиней Софией фон Панвиц. Это ещё сильнее осложнило отношения между братьями.

### Семья
У Августа Вильгельма и Луизы Амалии родилось четверо детей:
- Фридрих Вильгельм (1744—1797)
- Фридрих Генрих Карл (1747—1767)
- Вильгельмина (1751—1820), вышла замуж за штатгальтера Нидерландов Вильгельма V Оранского
- Георг Карл Эмиль (1758—1759)